# 朱霜成
朱霜成（チュ・サンソン, 주상성, 漢字表記は朱相成とも、1933年8月1日 - ）は、朝鮮民主主義人民共和国の政治家、軍人。朝鮮人民軍大将。
朝鮮人民軍第4軍団長、朝鮮民主主義人民共和国国防委員会国防委員などを務めたとされる。2004年7月9日、内閣人民保安相に選出された。2009年4月9日、人民保安相及び国防委員会委員に再選された。
2011年3月16日、朝鮮中央通信が報じたところによると、人民保安部部長（人民保安相）の職を解任され、5月には国防委員会委員も解任された。
2014年3月に行われた第13期最高人民会議代議員選挙で代議員に再選されなかった。